# Conacul cu parc din Miciurin
Conacul cu parc din Miciurin este o clădire amplasată în Miciurin, raionul Drochia, Republica Moldova. Este un monument arhitectural de importanță națională inclus în Registrul monumentelor Republicii Moldova ocrotite de stat cu nr. 590 (raionul Drochia). Datează din mijl. sec. XIX.